# Uniwersytet w Slavonskim Brodzie
Uniwersytet w Slavonskim Brodzie (chorw. Sveučilište u Slavonskom Brodu) – chorwacka publiczna szkoła wyższa.

## Historia
Uczelnia została założona 25 września 2015 roku, poprzez połączenie funkcjonującego w Slavonskim Brodzie koledżu z jednostkami zamiejscowymi Uniwersytetu Josipa Juraja Strossmayera w Osijeku: Wydziałem Inżynierii i Wydziałem Pedagogicznym. Uczelnia rozpoczęła działalność 3 sierpnia 2020. 

## Struktura organizacyjna
Uczelnia składa się z następujących jednostek organizacyjnych:
- Wydział Mechaniczny w Slavonskim Brodzie (Strojarski fakultet u Slavonskom Brodu)
- Wydział Nauk Społecznych i Humanistycznych (Odjel društveno-humanističkih znanosti)
- Wyział Techniczny (Tehnički odjel)
- Wydział Biotechniczny Biotehnički odjel)
- Centrum Studenckie (Studentski centar u Slavonskom Brodu)